# سامانه‌های حرارتی خورشیدی در ساختمان
سامانه‌های حرارتی خورشیدی برای کنترل انرژی حرارتی خورشیدی به دو دسته سامانه های پویایا فعال (active) و ایستا یا غیرفعال (passive) تقسیم می‌گردند.
- سامانه خورشیدی پویا به سامانه‌ای گفته می‌شود که برای دریافت و انتقال انرژی در آن‌ها از دیگر سامانه‌های انرژی چون سامانه‌های مکانیکی و الکتریکی استفاده می‌شود.
- سامانهٔ خورشیدی ایستا سامانه‌ای است که در ان برای دریافت و انتقال انرژی خورشیدی از سایر انرژی‌ها استفاده نمی‌شود و در واقع عناصر ساختمانی خود به عنوان المان‌های دریافت و جذب و پخش انرژی عمل می‌نمایند. در این سامانه جمع‌آوری نور و گرمای خورشید بدون دخالت هیچ تجهیزات یا ابزار متحرکی صورت می‌گیرد.[۱]

## سامانه‌های غیرفعال
سامانهٔ خورشیدی ایستا یا غیرفعال به ۶ دسته کلی تقسیم می‌شوند که بدین ترتیبند:

### پنجره آفتابی
سامانه پنجره آفتابی به پنجره‌ای اطلاق می‌گردد که در نمای جنوبی ساختمان قرار دارد و نور خورشید از طریق آن مستقیماً به فضای داخلی راه می‌یابد. در این سامانه فضای زندگی خود به عنوان دریافت‌کننده انرژی عمل می‌نماید.

### دیوار ترومب
دیوار ترومب وظیفه جمع‌آوری و ذخیره گرما را به شیوه غیرمستقیم بر عهد دارد. انرژی خارج شده از خورشید به توده‌ای از مصالح که واسط بین فضای داخلی و منبع انرژی است برخورد کرده و جذب آن گشته سپس به فضاهای داخلی انتقال می‌یابد. این واسطه در دیوار ترومب از مصالحی است که خاصیت انباشت حرارت در درون خود دارند و با مقداری فاصله از شیشه قرار می‌گیرند.

### دیوار آبی
دیوار آبی نیز از انواع سامانه‌های ایستا به روش غیر مستقیم است. در دیوار آبی به جای مصالح توپر ساختمانی به عنوان توده انباشت حرارت، از مایعاتی چون آب استفاده می‌شود. سیستم دیوار آب و دیوار بنائی یکی است ولی دیوار آبی بطریق جابجائی و دیوار بنائی بطریق هدایت حرارت را منتقل می‌کند. سطح خارجی سیاه و مات (کدر) بوده و حرارت جذب شده توسط آن باعث گرم شدن آن و گرمای آن هم سبب گرم شدن آب می‌گردد. حرکت و جابجائی آب سبب انتقال حرارت به داخل دیوار شده و دیوار نیز به وسیلهٔ تشعشع هوای داخلی را گرم می‌کند. دیوارهای جذب و انباشت چه دیوار آبی و چه دیوار بنائی در هر دو حالت دارای یک جدار شیشه‌ای در قسمت جنوبی ساختمان هستند که دیوار مورد نظر در پشت این جداره قرار دارد.

### بام آبی
بام آبی بام آبی گرما و سرما را در بام ساختمان جمع‌آوری و ذخیره می‌کند. (گرمایش و سرمایش)
بام‌های آبی دارای ظرفیتی هم برای گرمایش است و هم برای سرمایش و مخصوصاً در اقلیم‌هایی با آسمان صاف در عرض‌های جغرافیایی پایین مناسب است. معمولاً شامل کیسه‌های آب به عمق ۴–۱۰ اینچ (۱۰۰–۲۵۰میلی‌متر) است که روی یک عرشه فلزی صاف قرار دارد. سطح زیرین آن از فرم بام تبعیت کرده و سطح بالا با یک عایق متحرک پوشانده می‌شود. در حالت گرمایش پانل عایق در هنگام روز باز شده و اجازه می‌دهد تا کیسه‌های آب گرمای آفتاب را جمع‌آوری و ذخیره نمایند. در شب این پانل بسته شده و آب گرم و عرشه فلزی زیرین گرمای خود را به اتاق می‌بخشند. در حالت سرمایش پانل عایق شب‌ها باز می‌شود و مخزن گرمایی که در طول روز دریافت کرده‌است را به آسمان شب می‌تاباند. در طول روز برای محافظت در برابر آفتاب پانل بسته می‌شود.

### گلخانه
گلخانه یک فضای (اتاق) شیشه‌ای است که به‌طور مجزا عمل کرده و در دیواره جنوبی ساختمان با کشیدگی شرقی، غربی قرار می‌گیرد. به‌طور کلی گلخانه در ایجاد فضایی دلپذیر برای ساکنان و برای رشد گیاهان طراحی می‌گردد. همچنین باعث ایجاد حدفاصلی بین هوای بیرون با درون برای حفاظت پوسته خارجی ساختمان از اختلاف دمای بسیار بالا در طول شبانه روز و همچنین ایجاد گرمای اضافی و انتقال آن به اتاق‌های مجاور گلخانه مؤثر است.
شیشه‌های دوجداره یا پلاستیک شفاف جهت گلخانه مناسب هستند دیوار بین گلخانه و فضای اتاق باید با ظرفیت حرارتی بالا باشد. با طراحی خوب تمامی تشعشعات وارده به گلخانه به حرارت تبدیل خواهد شد و در این صورت بازدهی حرارتی ۶۰ الی ۷۵ درصد در زمستان است و مقدار حرارت منتقل شده به اتاق‌ها ۱۰ الی ۳۰ درصد انرژی تابشی است؛ که با اضافه کردن سیستم انباشت‌کننده این مقدار بیشتر می‌شود.

### ترموسیفون
ترموسیفون نیز به‌طور مجزا عمل جذب و دفع انرژی را انجام می‌دهد و در آن به جای فضای آفتابگیر و مخزنی از مایع، توده سنگی وجود دارد که جذب‌کننده سامانه است و معمولا در زیر فضای اصلی داخلی قرار دارد و توسط کانال‌هایی با سطح دریافت‌کننده و فضای داخلی ارتباط دارد. گردش همرفتی یک سیال که در یک سیستم بسته اتفاق بیفتد، جایی که سیال سرد به جای سیال گرم در همان سیستم جایگزین می‌گردد، ترموسیفون نامیده می‌گردد. این سامانه در واقع یک چرخهٔ جابجایی طبیعی است. در این سامانه، مرحلهٔ جذب انرژی می‌تواند به صورت متصل به ساختمان یا کاملاً در محیطی جداگانه صورت گرفته و حرارت جذب شده توسط کانال به فضای مورد نظر هدایت و در مکان مناسبی مانند دال بتنی یا انبارهٔ سنگی که معمولاً بالاتر از سطح جذب‌کننده قرار دارد، ذخیره گردد.

## مزایای شیوه‌های غیرفعال خورشیدی
- این شیوه باعث صرفه جویی زیاد در هزینه گرمایش خانه شده و به راحتی قابل تطبیق با ساختمان می‌باشد و جزئی از سفت کاری بنا محسوب می‌شود. این سیستم اجزاء مکانیکی و الکتریکی توأم با استهلاک را ندارد و دارای عمری دراز می‌باشد. از جمله عدم ایجاد صدا، دود و عدم نیاز به لوله‌کشی از موارد آن است.
  - نگهداری حرارت در سطح کف اتاق از دیگر مزایای این سامانه است درحالی‌که در دیگر سیستم‌های غیرطبیعی اختلاف زیادی بین هوای کف و هوای بالای اتاق وجود دارد.

## سامانه فعال
از سامانه‌های پویا یا فعال خورشیدی می‌توان، آب گرمکن‌های خورشیدی، لوله‌های خلأ و پانل تخت را نام برد.

### آب گرمکن خورشیدی
آب گرمکن‌های خورشیدی خانگی از یک، دو یا سه کلکتور برای دریافت انرژی خورشیدی و یک منبع ذخیره آن تشکیل شده‌است. آب سرد شهر وارد یک منبع دوجداره (در برخی موارد آب شهر به صورت مستقیم توسط تابش خورشید گرم می‌شود) شده که در جداره دوم آن آب یا سیال دیگری که در کلکتور گرم شده جریان دارد. در این منبع تبادل حرارتی اتفاق افتاده و آب گرم تولید می‌شود. معمولا در اغلب سیستم‌های خورشیدی جریان سیال از کلکتور به منبع توسط خاصیت ترموسیفون (حرکت طبیعی سیال گرم به بالا) اتفاق می‌افتد. در این سیستم‌ها نیازی به پمپ نبوده و سیستم بدون انرژی برق یا گاز عمل می‌کند. لازم به توضیح است که این آب گرمکن‌ها قابل استفاده در ادارات و ساختمان‌های عمومی در مقیاس‌های متناسب می‌باشند آب گرمکن خورشیدی عمومی بر اساس مقدار نیاز آب گرم مصرفی طراحی می‌شود و معمولاً شامل تعدادی کلکتور می‌باشد که به صورت سری یا موازی به هم متصل شده‌اند. این کلکتورها آب یک یا چند منبع را گرم می‌کنند تا برای استفاده در حمام یا مصارف عمومی دیگر صرف شود.

### لوله‌های خلأ
عامل جذب‌کننده داخل لوله خلأ تشعشع خورشید را جذب و مایع داخل آن را گرم می‌کند. این عمل مانند عمل پانل خورشیدی است. تشعشعات اضافی از صفحه انعکاس نور واقع در پشت لوله‌ها جذب می‌شود. زاویه تابش خورشید در هر جهت باشد، شکل مدور لوله خلأ باعث می‌شود نور خورشید به‌طور مستقیم به عامل جذب‌کننده برسد. حتی در روزهای ابری وقتی که نور خورشید از زاویه‌های مختلف می‌آید، کلکتور لوله خلأ می‌تواند بسیار فعال باشد.

### کلکتور خورشیدییاپانل تخت
این کلکتور شامل جعبه‌هایی با پوشش شیشه‌ای است که مانند پنجره سقفی روی سقف نصب می‌شود. در این جعبه، تعدادی لوله مسی با بال‌های مسی متصل به آن‌ها وجود دارد و سطح آن با ماده‌ای سیاه‌رنگ که برای جذب اشعه خورشید طراحی شده‌است، پوشش داده می‌شود. اشعه خورشید مخلوطی از آب و ضدیخ را گرم می‌کند که از کلکتور به آبگرمکن موجود در زیر زمین در گردش است.

## راه‌های بهره‌گیری بیشتر از انرژی خورشیدی
راه‌های بهره‌گیری بیشتر از انرژی خورشیدی در ساختمان‌های طراحی شده به شرح زیر می‌باشد:

### محل قرارگیری ساختمان
آفتابگیری مناسب، منظره اطراف و سایت در محل قرارگیری بنا بسیار مؤثر است. بنا باید در زمستان قادر باشد نور خورشید را از ساعت ۹ صبح تا ۳ بعد از ظهر دریافت کند. این میزان طی ساعات فوق ۹۰ درصد از انرژی خورشیدی است ساختمان باید در شمال زمین بوده و از موانعی که باعث جلوگیری از آفتاب و تابش آن شده پرهیز شود.

### فرم و جهت‌گیری بنا
حجم بنا باید قادر به جذب و نفوذپذیری آفتاب باشد. در طراحی بنا باید به فکر تسهیل تشعشعات خورشیدی به داخل بنا بوده و بهتر است حجم و کشیدگی بنا شرقی غربی باشد. این فرم عاملی کلی بوده و در هر اقلیم بهترین نتیجه را دارد، ولی برای بعضی دیگر از اقلیم‌ها بدین شکل مطلوبتر است.
- اقلیم‌های سرد یا گرم یا خشک: فرم‌های فشرده بهتر است چون سطح تماس با محیط خشن را کم می‌کند.
- اقلیم‌های معتدل آزادی عمل بیشتری دارد.
- اقلیم‌های گرم و مرطوب، همان فرم کشیده شرقی غربی بهتر است.

### طرح بندی فضاها برای بهره‌گیری از حرارت خورشید
در این گزینه حرارت از راه‌های متفاوتی می‌تواند به‌دست آمده و ذخیره گردد. برای مثال استفاده از مصالحی با ظرفیت حرارتی بالا برای جذب و نگهداری حرارت در پوشش دیوارها یا استفاده از سطوح بزرگ در ضلع جنوبی، برای دریافت بیشترین حرارت خورشید مؤثر است. همچنین زمان‌های مطلوب کسب حرارت توسط استراتژی‌های مصرفی و جانمایی‌ها قابل کنترل است. به عنوان مثال نماهای شرقی با پنجره‌های بزرگ باعث بالا رفتن حرارت اکتسابی ساختمان در طول ساعات صبح می‌گردد و سایه اندازی و پنجره‌های کم در جبهه‌های غربی مانع می‌شود که حرارت مازاد در ساعات بعد از ظهر به‌دست آید.

### طرح بندی فضاها برای بهره‌گیری از بیشترین نور طبیعی
استفاده از یک نور طبیعی به جای استفاده از نورهای الکتریکی موجب کاهش انرژی الکتریکی مصرفی ساختمان می‌گردد. پنجره‌های سقفی و کفی و روزنه‌ها و پنجره‌های دیواری می‌توانند ابزاری در جهت هدایت نور طبیعی به صورت مستقیم یا غیرمستقیم به داخل ساختمان باشند که بستگی به کیفیت مطلوب نور و همچنین عملکرد فضای مورد نظر دارد برای مثال نور شمال و جنوب دارای بهترین کیفیت‌ها بوده و نورگیری از سمت غرب خسته‌کننده می‌باشد.

### ترکیب فضاهای داخلی
ترکیب فضاهای داخلی باید به نحوی باشد که فضاها برحسب اهمیت، بیشترین انرژی خورشیدی را کسب کنند. بدین لحاظ با قرار دادن فضاهای اصلی در جبهه جنوب می‌توان بدین نیاز پاسخ گفت. جهت جنوب شرقی و جنوب غربی می‌تواند جواب گوی نیاز فضاهای لازم بنا باشد. در طول نمای شمالی فضاهایی که احتیاج کمتری به نور دارند باید قرار گیرند مانند راهرو گاراژ و غیره. نماهای شرقی و غربی بایستی به یک اندازه نور دریافت شد. در صورت عدم امکان استفاده از نور جنوب یا به‌علت فرم نامطلوب بنا می‌توان از پنجره روی بام استفاده کرد.

### رنگ ساختمان
رنگ سطوح خارجی بر حرارت اکتسابی از خورشید مؤثر است. رنگ‌های روشن و مواد منعکس‌کننده برای اقلیم‌های گرم و رنگ‌های تیره و مواد جذب‌کننده برای اقلیم‌های سرد ترجیح داده می‌شوند.

### جرم حرارتی مصالح ساختمان
جرم حرارتی بالاتر در مورد دیوارها و سقف‌ها باعث بالا رفتن زمان انتقال حرارت بین فضای داخلی و خارج می‌شود. استفاده از پوشش‌های دوجداره، سه جداره، می‌تواند باعث شود که بیشترین حرارت خورشید در روز به‌دست آمده و در شب مصرف شود.

### پنجره‌های مناسب
به عنوان یکی از تأثیرگذارترین فاکتورها در طراحی اقلیمی است. نوع جنس و ابعاد و مکان‌یابی پنجره‌ها تأثیر بسزایی در حرارت اکتسابی خورشید خواهد داشت. همچنین نوع شیشه و پروفیل انتخابی که امروزه دارای تکنولوژی پیشرفته‌ای هم هست هر چند نیازمند سرمایه‌گذاری اولیه بیشتر است اما در دراز مدت باعث کاهش هزینه‌های انرژی مصرفی ساختمان می‌گردد.

## راه‌های جلوگیری از اتلاف حرارت در ساختمان
راه‌های جلوگیری از اتلاف حرارت در ساختمان به شرح زیر می‌باشد.

### جهت استقرار ساختمان
جهت استقرار ساختمان، علاوه بر تأثیر در مصرف انرژی در ساختمان در بارهای گرمایش و سرمایش نیز تأثیرگذار است. به‌طور کلی، ساماندهی وجوه اصلی و عریض ساختمان در جهت شمال و جنوب، به میزان قابل توجهی در کاهش درجه عایق کاری و در نتیجه بار تهویه مطبوع و سودمند می‌باشد. تحقیقات بیشتر آشکار ساخته‌اند که بار اضافی تهویه مطبوع ساختمان و مصرف انرژی در جهت استقرار شرقی و غربی نسبت به جنوبی و شمالی در صورت افزایش نسبت پنجره به دیوار باز هم بالا می‌رود. گاهی ممکن است موقعیت جغرافیایی سایت ساختمان برجهت‌گیری مناسب نور خورشید منطبق نباشد. در این موارد برای بهبود شرایط اقلیمی، می‌توان برخی از اجزاء ساختمان به‌طور مثال همکف یا پارکینگ همکف با موقعیت جغرافیایی سایت هماهنگ طراحی کرد و در طبقات تیپ بالا شکل‌دهی پلان به صورتی باشد که پنجره‌ها عموماً در جهت حداقل عایق کاری، شمال و جنوب در مناطق گرمسیری، قرار گیرند. در غیر این صورت اگر نتوان پلان ساختمان را بر جهت‌گیری مناسب خورشید طراحی کرد. باید تا حد امکان، سطح پنجره‌ها را در دیوارهای شرقی و غربی کاهش داد.

### حفاظت ورودی
حفاظت ورودی به لحاظ کنترل افت حرارتی مهم بوده و در هر باز و بسته شدن در، کلی انرژی خارج می‌گردد. در یک در خانه معمولی نفوذ هوای سرد از در و باز و بسته شدن در و نیز افت حرارتی ناشی از ضخامت در می‌تواند تا ۱۰ کل افت حرارتی را شامل شود. ورودی باید از وزش بادهای زمستانی به وسیلهٔ درخت، باد شکن یا به وسیلهٔ قرارگیری در محلی دنج در امان باشد.

### پنجره‌ها و کنترل انرژی خورشیدی
اتلاف گرما از طریق پنجره‌ها، یکی از مهم‌ترین عوامل مؤثر در بار گرمایی فضا در ساختمان‌ها می‌باشد. طراحی خوب پنجره منجر به کاهش مصرف انرژی برای سرمایش شده آسایش ساکنان را بهبود بخشد. برای تحلیل اثر سازه پنجره در مصرف انرژی ساختمان دو مورد زیر را جداگانه در نظر می‌گیریم:

#### افزایش لایه شیشه پنجره
تحلیل‌های محاسباتی آشکار ساخته‌اند که بازده پنجره‌های دوجداره در تابستان، از لحاظ کاهش انرژی مصرفی برای تهویه مطبوع از پنجره‌های تک جداره کمتر است. بار تهویه مطبوع از طریق پوسته‌های بیرونی در تابستان عمدتاً ناشی از دریافت گرمای خورشیدی منتقل شده‌است که به همین دلیل اثر مقاومتی پنجره دوجداره تنها اندکی بیشتر از پنجره تک جداره است. اما در زمستان، اگر پنجره‌های دوجداره جانشین پنجره‌های تک جداره شوند، تأثیر قابل ملاحظه‌ای در مصرف انرژی می‌گذارد، در زمستان به دلیل مقاومت گرمایی اندک پنجره‌های تک جداره، اتلاف گرمایی از طریق پنجره‌ها بخش اعظمی از کل اتلاف گرمایی از طریق پوسته‌های بیرونی را تشکیل می‌دهد در مقابل، مقاومت گرمایی رسانایی پنجره‌های دوجداره تقریباً دو برابر مقاومت گرمایی رسانایی پنجره‌ها تک جداره است.

#### افزایش نسبت مساحت پنجره به دیوار
اندازه پنجره، با توجه ویژگی‌های گرمایی خورشیدی، باید توسط جهت‌گیری دیوار مشخص شود تا بتوان به حداکثر راندمان انرژی در تعادل بین حداکثر دریافت نور خورشید در زمستان، حداقل تلفات گرما در زمستان و حداقل دریافت گرمای خورشیدی در تابستان، دست یافت. افزایش سطح پنجره در زمستان اثر کمی در مصرف انرژی برای گرمایش می‌گذارد، زیرا اتلاف گرما از این طریق با دریافت گرمای خورشیدی جبران می‌شود. از مهم‌ترین نکاتی که درمورد پنجره‌ها عنوان می‌گردد عبارتند از: ساختمان چارچوب و قاب پنجره، ابعاد پنجره، درزبندی پنجره و شیشه مناسب ساختمان. چارچوب و قاب پنجره تأثیر زیادی در بازده انرژی دارد. بهترین نوع آن‌ها چوبی، آلومینیومی و وینیلی است. ابعاد پنجره نیز تأثیر بسزایی در مصرف انرژی دارد. به‌طور مثال در مناطقی که گرمایش حرف اول را می‌زند باید با ایجاد سیستم‌های متحرک یا ثابت، سایه بان، کرکره هز بیرون بار سرمایش را به حداقل رساند.

### جلوگیری ازنفوذ هوا
یکی از مهم‌ترین راه‌های اتلاف حرارت که چه در ساختمان‌های قدیمی و چه در ساختمان‌های جدید مورد بحث است، نفوذ هوای بیرون به داخل است که این عمل وقتی انجام می‌شود که هوای گرم بالا می‌رود و هوای سرد از راه درزها به ساختمان نفوذ می‌کند و مصرف سوخت در ساختمان را تا ۲۵ بالا می‌برد که وجود نورگیرها، سقف‌های بلند و بازبودن دودکش شومینه‌ها و سرعت باد می‌تواند آن را تشدید کند. همچنین هواکش، کانال‌های کولر و دریچه‌های تهویه هوا که در برخی ساختمان‌ها نصب می‌شوند، باعث خروج هوای داخل ساختمان و جایگزینی هوای بیرون می‌شود.
برخی از راه‌های جلوگیری از نفوذ هوا عبارتند از:
- درزگیری درها و پنجره‌ها
- نصب فنر بر روی درها
- پر کردن منافذ و شکاف‌ها
- مسدود کردن نورگیرهای سقفی
- نصب هواکش با دریچه خودکار
- نصب دریچه یا درپوش بر دودکش
- بستن کانال‌های پشت بام
- کاشت گیاهان همیشه سبز و بلند در اطراف بنا بدون ایجاد سایه بر روی ساختمان.

عایق کاری حرارتی پوسته خارجی ساختمان
ساختمان همواره با محیط اطراف خود در حال تبادل دمایی است. در تابستان گرمای بیرون از طریق سقف، دیوارها و پنجره‌ها به داخل ساختمان نفوذ می‌کند و در زمستان هوای داخل ساختمان که با صرف هزینه و مصرف سوخت گرم شده‌است از طریق پنجره‌ها و سقف و کف به بیرون نفوذ می‌کند و فضای داخل سرد می‌شود.
عایقکاری حرارتی باعث می‌شود که تبادل گرمایی بین فضای کنترل شده داخل ساختمان و فضای بیرون به حداقل برسد. برای عایق کاری حرارتی پوسته خارجی ساختمان اعم از دیوارها، سقف‌ها و کف‌ها می‌توان از انواع عایقهای حرارتی مانند فوم (پلی یورتان)، یونولیت (پلی استایرن)، پشم سنگ و پشم شیشه استفاده کرد.

## افزایش بهره‌وری انرژی ساختمان
عوامل زیر باعث کمترین اتلاف حرارتی و بیشترین بهره‌وری از انرژی خورشید در طراحی معماری ساختمان می‌گردد:
- بهتر است جهت قرار گرفتن یک ساختمان برای جمع‌آوری حرارت از خورشید در زمستان در جبهه بزرگتر باشد. مطالعات کامپیوتری نشان داده که حالت بهینه اقتصادی مساحت و جهت قرار گرفتن یک ساختمان به منظور دریافت حرارت خورشید ، ساختمانی با نسبت مساحت نمای شمالی به شرقی یا غربی برابر۵/۱ تا ۶/۱ را به‌دست می‌دهد.
- مواد و مصالح تشکیل دهنده پوسته خارجی ساختمان بایستی بیشترین مقاومت حرارتی را داشته باشد. از آن جمله می‌توان بتن‌های سبک (بتن کفی، بتن گازی، بتن بدون ریزدانه) را نام برد.
- بایستی نسبت سطح پوسته خارجی ساختمان به حجم مفید و نسبت سطح بام به سطح مفید ساختمان و نسبت سطح بازشوها در پوسته خارجی (در و پنجره) به سطح مفید ساختمان را کاهش داد.
- می‌توان از سیستم‌های فعال خورشیدی در طراحی ساختمان استفاده نمود.
- می‌توان از سیستم‌های غیرفعال خورشیدی مانند: پنجره آفتابی، دیوار آفتاب، سقف‌های آفتابی، سایه بان‌های افقی و عمودی، سایه درختان، بادگیرها، گرمای زمین، حیاط و زیر زمین جهت بهره‌گیری بیشتر از انرژی خورشیدی استفاده نمود.
- بایستی به کاهش نشت هوا از درزها و بازشوهای پوسته خارجی توجه کرد.
- در تابستان کاشت درختان در سمت غرب و جنوب غرب عملا در جهت کاهش ورود حرارت به ساختمان سودمند است.
- درختان برگ ریز نیز وسایل خوبی هستند و می‌توان آن‌ها را در جنوب ساختمان کاشت، زیرا در بهار و تابستان دارای برگ هستند و از میزان تشعشع وردی ساختمان می‌کاهند و در زمستان نیز بدون برگ هستند و نمی‌توانند مانع رسیدن نور خورشید باشند.
- فضاهای زندگی مورد استفاده بیشتر بایستی، مشرف به جنوب طراحی شود.
- سطوح منعکس‌کننده را باید در کف‌های مشرف به پنجره‌های آفتاب گیر، ایوان و گلخانه متصل به فضاهای خالی طراحی گردند.
- دیوارهایی با مصالح ساختمانی سنگین در نمای جنوب ساخته شوند.
- مصالح مربوط عایقکاری حرارتی مناسب وابسته به مقاومت حرارتی را باید در ساختمان‌سازی در نظر گرفت.
- افزایش بهره‌وری از نور طبیعی و کاهش مصرف انرژی الکتریکی را در نظر داشت.
- مساحت تقریبی پنجره برای استفاده از روشنایی روز، باید ۵ درصد مساحت کل کف اتاق باشد.
- قرارگیری پنجره‌ها در سمت جنوبی ساختمان که باعث کاهش مصرف سوخت در زمستان و کاهش دمای ساختمان در روزهای آفتابی می‌گردد، استفاده کرد.
- استفاده از سایبان که باعث می‌گردد از انرژی صرف شده برای سرمایش ساختمان در تابستان کاسته شود، ضروری شود.